# Zagrammosoma mirum
Zagrammosoma mirum är en stekelart som beskrevs av Girault 1916. Zagrammosoma mirum ingår i släktet Zagrammosoma och familjen finglanssteklar. Inga underarter finns listade i Catalogue of Life.